# Le Mélomane
Le Mélomane és un curtmetratge mut de la productora francesa Star Film Company de l'any 1903, dirigida per Georges Méliès.

## Trama
Un mestre de música porta a la seva banda a un camp on cinc línies de telègraf estan enganxades en pals d'electricitat. Alçant una clau de sol gegant, converteix el conjunt de línies en un pentagrama gegant. Després, usa còpies del seu propi cap per a lletrejar la melodia de God Save the King, i la seva banda s'uneix.

## Producció i llançament
El propi Méliès interpreta el paper principal del mestre de música. Els efectes de superposició a Le Mélomane, que van permetre que múltiples caps de Méliès apareguessin en el pentagrama, es van crear mitjançant una tècnica de exposició múltiple que requeria que la mateixa tira de pel·lícula es passés per la càmera set vegades.
La pel·lícula va ser llançada per Star Film Company i està numerada 479-480 en els seus catàlegs. La pel·lícula va ser registrada per als drets d'autor estatunidencs en la Biblioteca del Congrés el 30 de juny de 1903.
Els estudiosos de cinema francesos Jacques Malthête i Laurent Mannoni creuen que El melòman és la seva més famosa pel·lícula catalogada com a pel·lícula de trucs.